# Browning M1919
Browning M1919 е версия на картечницата Browning M1917. Различава от предшественика си M1917 по това, че е с въздушно охлаждане, докато M1917 е с водно. Проектирана е от Джон Браунинг.
Картечницата M1919 е приета на въоръжение след Първата световна война и се е използвала от армията на САЩ във Втората световна война, Корейската война и войната във Виетнам.
Този въздушно охлаждащ се модел е избран да се използва в повечето танкове на САЩ. Browning M1919 включва няколко модификации на картечницата: M1919A1, M1919A2 (използвана от конницата), M1919A3. Продукцията на тези ранни модели никога не била висока, но с появата на М1919А4 производството нараства. В периода от 1919 до 1945 г. са произведени 438 971 броя. М1919А4 е произвеждана за пехотата и се е доказала като първокласна тежка картечница. Като образец от пехотната версия е изработен специален модел за използване в танкове – М1919А5. Също така е направена и специална модификация М2 за монтиране върху лодки и самолети. Базовият М1919 се използва без поставка или с метална такава. Нормалното закрепване е било върху триножник, но е имало много други видове приспособления, например ориентирани към небето, използвани като противовъздушни установки. Специални метални кръгове, предназначени за закрепването на картечницата към камиони, джипове и т.н., като така може да покрива ъгъл от 360°. Може би най-странният вариант на М1919 е М1919А6. Моделът има формата на лека картечница, като има за цел да увеличи мощта на пехотните отряди, като има по-голяма мощ от BAR (Browning Automatic Rifle) и от обикновените пушки.

## Спецификации
Спецификации на модела М1919А4:
- Калибри:
  - .30-06 Springfield (U.S.)
  - 7.62x51 mm NATO (U.S.)
  - .303 British
  - 8 mm Mauser
- Дължина: 1041 mm
- Дължина на дулото: 610 mm
- Тегло: 14,06 kg
- Скорост на куршума в дулото: 854 m/s
- Скорост на стрелба: 400 – 500 изстрела в минута
- Пълнител: верига с 250 патрона
- Модификациите на Browning M1919 се произвеждат между 1919 и 1970 година